# Colonato
Il colonato era una condizione giuridica dei coltivatori nel corso del Tardo Impero romano. 

## Contesto storico
Nei primi due secoli dell'Impero romano lo sviluppo dell'economia si era basato essenzialmente sulle conquiste militari, che avevano procurato terre da distribuire ai legionari o ai ricchi senatori, merci da commerciare e schiavi da sfruttare in lavori a costo zero. Alla conclusione della fase espansionistica (all'inizio del II secolo d.C. fu occupata l'ultima grande provincia: quella della Dacia), tuttavia, si chiuse il rubinetto che aveva procurato schiavi (ovvero manodopera a costo zero) acquistabili a buon mercato e bottino. L'Impero romano a quel punto si dimostrò incapace da un lato di realizzare uno sviluppo economico e della produzione agricola non dipendente dalle conquiste e dallo sfruttamento degli schiavi e dall'altro di ovviare all'aumento dei costi della spesa pubblica (per pagare, in particolare, l'esercito e la burocrazia) con un sistema fiscale più efficiente che oppressivo. Inoltre, le guerre civili e le scorrerie barbariche che cominciarono a imperversare dal III secolo, cominciarono a devastare anche le regioni più fertili. Il risultato fu che le campagne cominciarono a spopolarsi (fenomeno degli agri deserti), anche perché i piccoli proprietari terrieri, che già non se la passavano bene, dovevano affrontare da una parte i costi dovuti al mantenimento di interi eserciti che transitavano sui loro territori, dall'altra un peso fiscale diventato sempre più intollerabile. Non essendo disponibili le macchine, l'unico modo di rimettere in produzione le terre abbandonate era, per i proprietari terrieri (per lo più latifondisti), quello di passare a un nuovo rapporto di produzione che non comportasse i costi della schiavitù (gli schiavi erano sempre a rischio di ribellione ed in ogni caso il loro mantenimento era un costo), ma ne mantenesse i vantaggi. Questo nuovo rapporto fu appunto il colonato: la sostituzione degli schiavi con lavoratori "liberi" o coloni, legati al padrone da un rapporto contrattuale di affittanza, non di servitù.

## Caratteristiche e problemi del colonato
I coloni erano, quindi, affittuari alle dipendenze del padrone, tenuti a pagare al proprietario del fondo agricolo canoni in natura e prestazioni personali (corvée) in cambio della possibilità di trattenere una parte del raccolto per sfamare la propria famiglia. 
Giuridicamente i coloni erano liberi, tuttavia bisognava assicurarsi che non approfittassero della richiesta di lavoro (dovuta alla scarsità di manodopera agricola) da parte dei latifondisti per mettere i proprietari in concorrenza tra loro riducendo le loro rendite. Ciò si poteva ottenere soltanto legando obbligatoriamente il colono alla terra: una condizione che richiedeva un intervento coercitivo da parte dello Stato. Il colonato, dunque, era una forma solo giuridicamente (disponibilità fisica della propria persona), ma non anche socialmente più avanzata (impossibilità di abbandonare il fondo su cui si lavorava) rispetto alla schiavitù. Dal punto di vista strettamente economico il colono era letteralmente nelle mani del proprietario il quale, tra il fitto e le obbligazioni di lavoro sul fondo padronale, gli sequestrava praticamente tutto il surplus eccedente il minimo vitale. Inoltre i coloni, in quanto lavoratori "liberi", avevano pure le tasse da corrispondere al fiscus. Non sorprende, quindi, che in alcuni casi le loro condizioni risultassero più pesanti rispetto a quelle degli schiavi, il cui mantenimento era comunque a carico del padrone.
La disperazione per un rapporto di lavoro così pesante spesso portava alla fuga verso le città, dove gli ex coloni finivano per diventare proletari, verso il brigantaggio (come accadde in Gallia con i bagaudi) oppure verso le terre di altri proprietari in cambio della loro protezione (patronato): un fenomeno sempre più frequente che anticipava i rapporti di subalternità feudale. Naturalmente le fughe venivano represse severamente (i fuggiaschi erano riportati in catene al padrone, i ribelli venivano crocefissi).
Il colonato, la cui forma giuridica variò nelle diverse epoche e regioni dell'Impero e che caratterizzò soprattutto la parte occidentale dello stesso, continuò nel Medioevo sotto il nome conosciuto come servitù della gleba.